# Gabrielstorp
Gabrielstorp är en bebyggelse i Torö socken i Nynäshamns kommun i Stockholms län. Gabrielstorp ligger mitt på Torö i den södra delen av kommunen. Genom Gabrielstorp går väg 528. I orten återfinns Torö Lanthandel. Strax norr om orten ligger Torö kyrka från slutet av 1600-talet. SCB avgränsade här från 1990 till 2015 en småort. SCB ändrade sedan sin metod att ta fram småortsstatistik 2015, varvid Gabrielstorp inte längre uppfyllde kraven för att vara en småort. Vid avgränsningen 2020 klassades bebyggelsen ånyo som småort.

## Noter

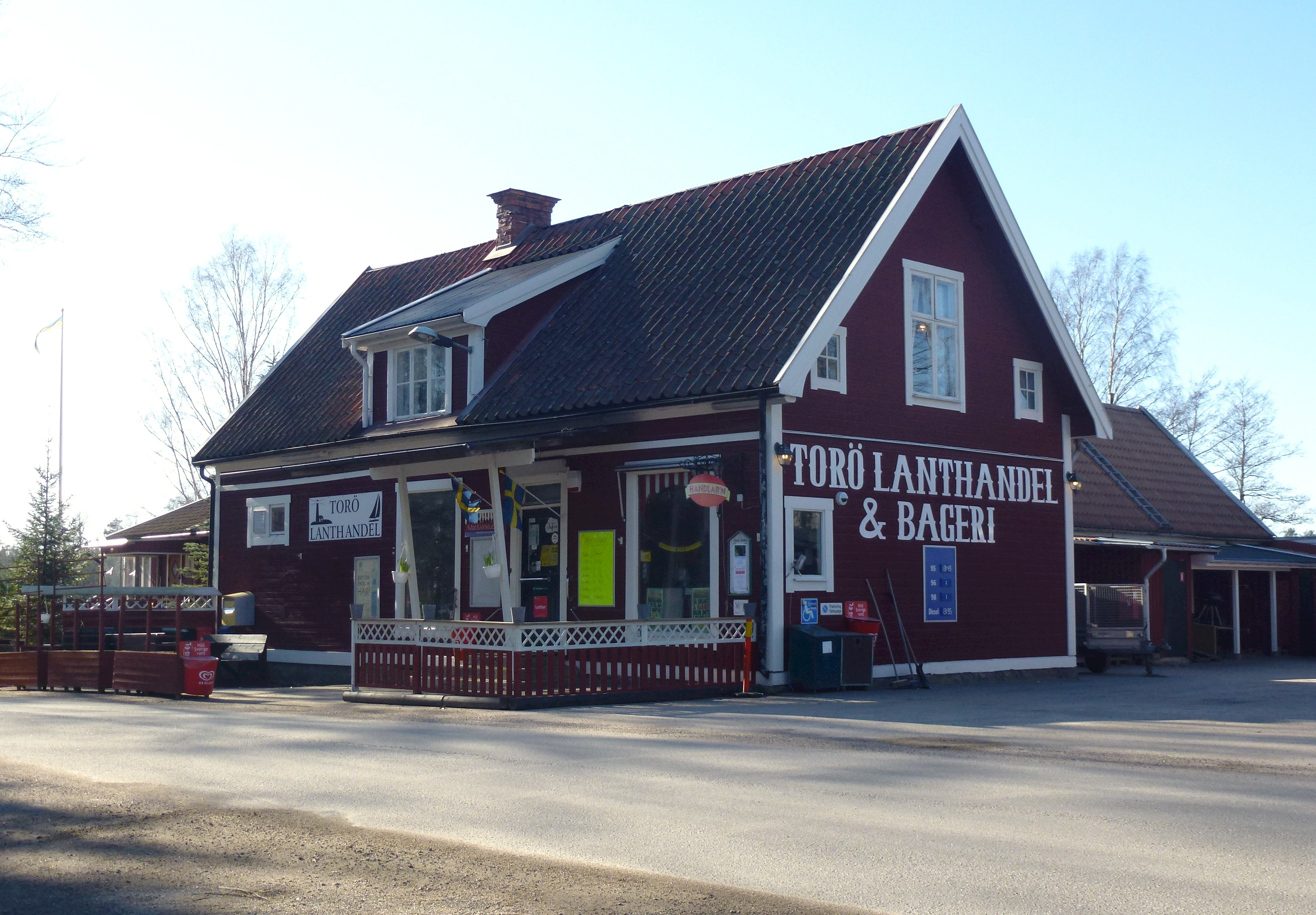
Torö Lanthandel & Bageri